# Beverneldwergspanner
De beverneldwergspanner (Eupithecia pimpinellata) is een nachtvlinder uit de familie van de spanners (Geometridae). 

## Kenmerken
De voorvleugellengte bedraagt tussen de 11 en 12 mm. De basiskleur van de voorvleugel is kaneelbruin. De middenstip is duidelijk en langgerekt. Dwars over de vleugel lopen fijne dwarslijntjes die bij de costa uitlopen in een rij donkere vlekjes. De soort is moeilijk op naam te brengen.

## Levenscyclus
De beverneldwergspanner gebruikt vooral grote en kleine bevernel als waardplanten, maar ook wel andere schermbloemigen. De rups eet van de bloemen. Hij is te vinden van juli tot oktober. De soort overwintert als pop. Er is jaarlijks een generatie die vliegt van eind juni tot en met augustus.

## Voorkomen
De soort komt verspreid van Europa tot de gebergten van Centraal-Azië voor. De beverneldwergspanner is in Nederland en België een zeldzame soort. 